# Hindola Mahal
Pour les articles homonymes, voir Mahal (homonymie).

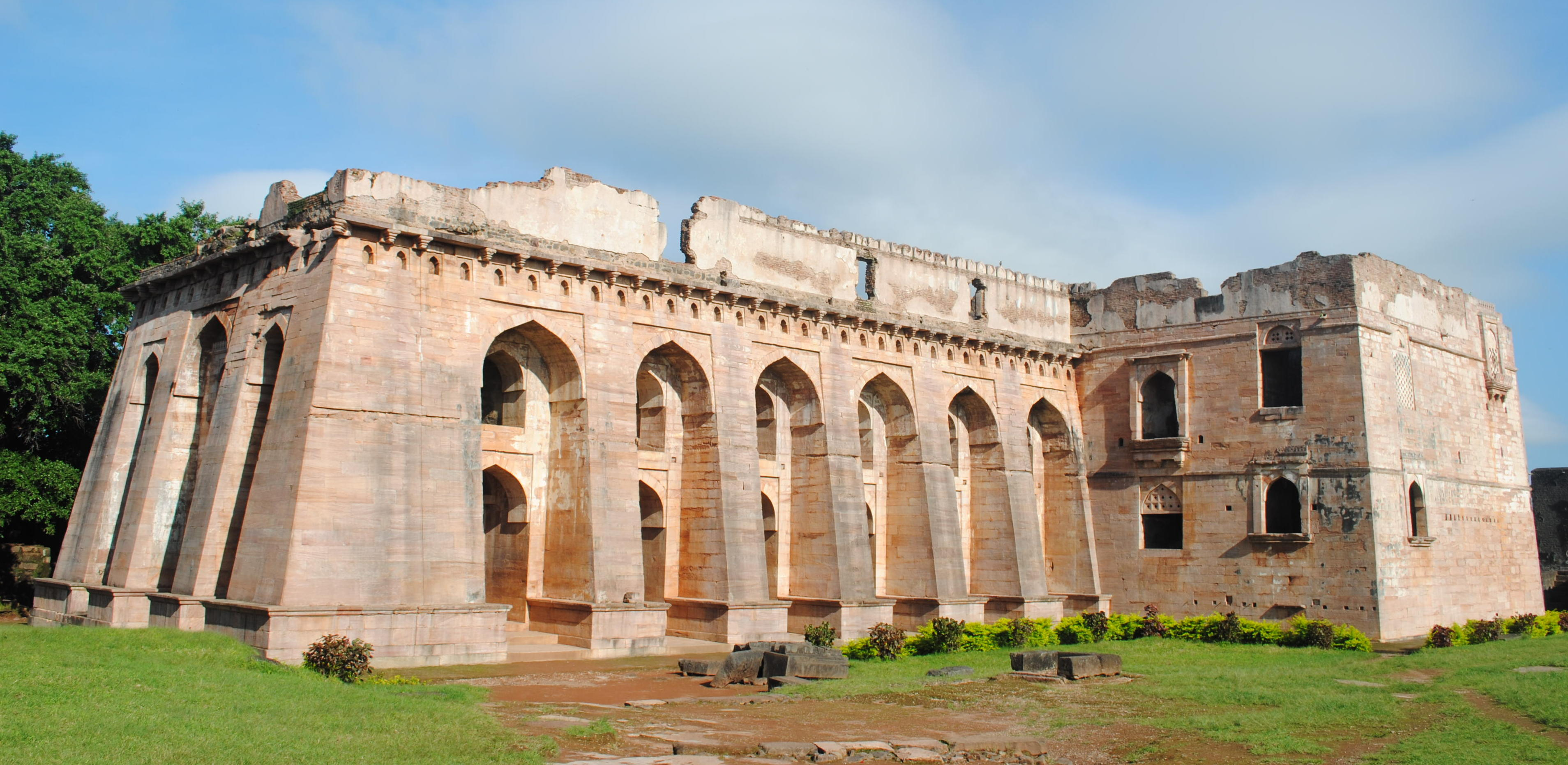
Le Hindola Mahal, est l'un des bâtiments qui composent le complexe du palais royal à Mândû.

Le Hindola Mahal (traduction française : « Palais dansant »), était auparavant une grande salle d'audience, appelée Darbâr, dans l'ancienne ville Indienne de Mândû. Aujourd'hui, le Hindola Mahal est l'une des attractions touristiques de la ville.

## Histoire
Le Hindola Mahal aurait été construit pendant le règne de Hoshang Shah environ en l'an 1425 . Mais il pourrait dater de la fin du XVe siècle, pendant le règne de Ghiyas-al-Din. Il est l'un des bâtiments qui composent le complexe du palais royal à Mândû, qui se compose du Jahaz Mahal, du Hindola Mahal, du Tawili Mahal et du Nahar Jharokha. Le Hindola Mahal aurait été utilisé comme salle d'audience.

## Architecture

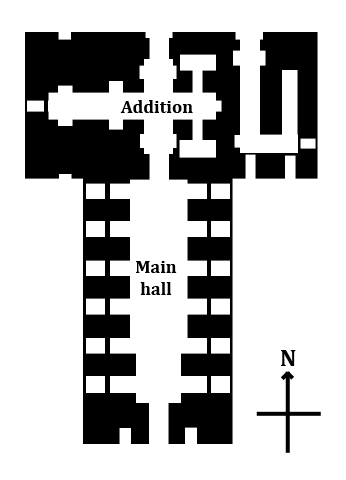
Plan du Hindola Mahal

Le plan du Hindola Mahal est en forme de T, si l'examen des murs extérieurs conduit à la conclusion que la barre transversale a été ajoutée tardivement. Le mât vertical du plan correspond à une salle unique qui mesure 30 mètres de long, 18 mètres de large et 12 mètres de haut. Ses parois latérales mesurent 3 mètres d'épaisseur et sont renforcés par des contreforts inclinés d'un ange de 77 degrés, ce qui donne au palais son aspect incliné et d'où son nom Hindola Mahal  (le palais dansant). Les contreforts ont aussi servi à neutraliser la force extérieure de cinq arcs en accolade qui servaient à supporter le poids du toit du hall principal. Un haut mur maintient des fortifications sur le toit de l'immeuble.

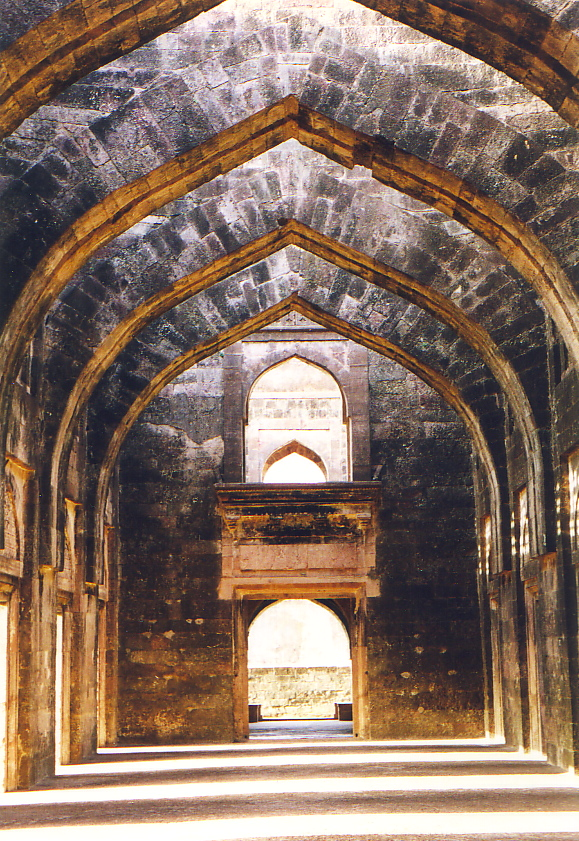
Les arcs en accolade de l'Hindola Mahal

La partie transversale du Hindola Mahal est de même proportion que le hall principal, mais est divisée en deux étages. À l'étage supérieur, il y a deux chambres, qui donnent sur le hall principal à travers une ouverture arquée.
Le Hindola Mahal représente les éléments caractéristiques du style architectural de la période de Malwa (1400-1550): de la simplicité, de l'audace, et des proportions minutieusement étudiées. L'architecte du Hindola Mahal accentue la simplicité de la structure du bâtiment par l'ajout d'un minimum d'ornementation. Le Hindola Mahal se démarque rapidement grâce à ses immenses contreforts très inclinés. Ces éléments font du Hindola Mahal un prototype unique et très expressif du style architectural Malwa. En outre, les arcs en accolade à l'intérieur du bâtiment reflètent l'influence du style architectural de Delhi sur le style Malwa.

## Fort de Warangal
Une copie presque exacte du Hindola Mahal se trouve dans le fort de Warangal dans le Deccan. La copie, probablement construite par le même architecte, est édifiée sur une plus petite échelle et, à la différence du Hindola Mahal, est titulaire d'une citerne d'eau dans le centre de la salle principale.

## Sources
- Alfieri, Bianca Maria. L'Architecture islamique du sous-Continent Indien. New York: te Neues Société d'Édition, 2000.
- Ara, Matsuo. Mandu: I. Complexe De Palais. http://www.ioc.u-tokyo.ac.jp/~islamarc/WebPage1/htm_eng/mandu1-eng.htm.
- Hunter, William Wilson, James Sutherland Coton, Richard Burn, William Stevenson Meyer et la Grande-Bretagne Bureau en Inde. Impérial de la Nomenclature de l'Inde. Oxford: Clarendon Press, 1908.